# Nero AG
Nero AG — компания, занимается разработкой программ для работы с мультимедиа. Основана в 1995 году. Компания уже продала 270 миллионов копий своих продуктов.

## Местоположение
Компания Nero представлена штаб-квартирой в городе Карлсбад, Германия, и четырьмя региональными офисами в разных частях земного шара: Карлсбад, Германия (EMEA); Глендейл, Калифорния, США (Americas); Иокогама, Япония (APAC); и Ханчжоу, Китай (China).

## Продукты
Nero выпускает следующие продукты:
- Nero Multimedia Suite: — это пакет ПО, содержащий ряд продуктов, включая продукт Nero Burning ROM.
- Nero Digital: Nero Digital программный пакет MPEG-4 видео- и аудиокодеков. Nero AG лицензировала технологию Nero Digital, для включения поддержки этой технологии производителями в свои мультимедийные устройства.
- Nero Linux: Linux-версия Nero Burning ROM. Nero Linux — это программа записи оптических дисков, которая запускается на различных дистрибуциях Linux.
- Nero BackItUp (Nero BackItup): Некогда бывшая частью Nero, Nero BackItUp сейчас является автономным решением для создания резервных копий в Microsoft Windows.
- MediaHome (MediaHome (недоступная ссылка)): Nero MediaHome — это сеть развлечений и медиа-центр для Microsoft Windows, который позволяет мультимедийному содержимому быть отправленным в объединённые развлекательные системы.
- Nero Move it (Nero Move it): Nero Move it (it пишется с маленькой i) — это часть ПО, которая позволяет пользователям конвертировать и перемещать медиа-файлы с одного электронного устройства на другое, используя графический интерфейс пользователя click-and-drag. Она работает с большинством компьютеров, сотовых телефонов, музыкальных плееров, цифровых фотоаппаратов и множеством других электронных устройств.
- Nero LiquidTV (Nero LiquidTV): Партнерский проект с TiVo, Nero LiquidTV — это АО/ПО бандл, который позволяет пользователям принимать каналы кабельного или спутникового телевидения на их ПК.